# Niels Marnegrave
Niels Marnegrave, (nacido el 9 de diciembre de 1987 en Lieja, Bélgica) es un jugador de baloncesto belga. Con 1.91 metros de estatura, juega en la posición de Base en el Spirou Basket Club de la Scooore League belga. Es internacional absoluto con Bélgica.

## Trayectoria
Debutó en la temporada 2004-2005 en el Liege Basket con el que conquistó la Supercopa Belga. En 2005 firmó con el Belfius Mons-Hinault donde ha estado hasta 2009, y donde conquistó la Copa Belga en 2006. En la temporada 2009-2010 jugó en las filas del RBC Verviers-Pepinster. En 2010 firmó un contrato de tres años con Stella Artois Leuven Bears, donde en su última temporada promedió 11.7 puntos y lideró la liga en robos con 2.4 por partido. En 2013 al finalizar su contrato, firmó con el campeón belga Telenet Oostende donde permanece actualmente y con el que ha ganado 3 ligas, 3 copas y 2 supercopas.

## Selección nacional
Ha participado con la selección en la fase de clasificación para el Eurobasket 2013 de Eslovenia.